# Янг, Марк Л.
Марк Л. Янг (англ. Mark L. Young; род. 1991, Эверетт, Вашингтон, США) — американский актёр, известный по главной роли в фильме «Муви 43».

## Биография
Маркелл В. Ефимов родился в городе Эверетт, штат Вашингтон. Он начал сниматься в кино, когда ему было 9 лет, и переехал в Лос-Анджелес в 12 лет, чтобы продолжить свою карьеру. Его первой значимой ролью было появление в двух эпизодах сериала «Клиент всегда мёртв».

## Карьера
Янг появился на телевидении в телесериалах «Одинокие сердца», «Декстер», «Большая любовь», «Дэцкая больница», «Герои», «Тайная жизнь американского подростка», «Детектив Раш», «Скорая помощь», «C.S.I.: Место преступления» и в главной роли в сериале «Переростки», американской версии оригинального британского сериала, а также в фильмах «Сексдрайв», «Крутой поворот» и «Мы — Миллеры».

## Фильмография
| Год       |   | Русское название                     | Оригинальное название                    | Роль                    |
| --------- | - | ------------------------------------ | ---------------------------------------- | ----------------------- |
| 2003      | с | Непослушные родители                 | Still Standing                           | ребёнок                 |
| 2003      | ф |                                      | Rogues                                   | Хор                     |
| 2003—2004 | с | Клиент всегда мёртв                  | Six Feet Under                           | Эрик Шиди               |
| 2004      | ф | Гарри + Макс                         | Harry + Max                              | Гарри в 15 лет          |
| 2004—2005 | с | Одинокие сердца                      | The O.C.                                 | Гик                     |
| 2005      | с | C.S.I.: Место преступления Майами    | CSI: Miami                               | Лукас Холл              |
| 2006      | с | Детектив Раш                         | Cold Case                                | Джед Хаксли в молодости |
| 2006      | с | Декстер                              | Dexter                                   | Джереми Даунс           |
| 2007      | с | Скорая помощь                        | ER                                       | Эван Хейс               |
| 2007      | с | C.S.I.: Место преступления           | CSI: Crime Scene Investigation           | Томми Халперт           |
| 2008      | ф | Крутой поворот                       | The Lucky Ones                           | Скотт Чивер             |
| 2008      | ф | Сексдрайв                            | Sex Drive                                | Рэнди                   |
| 2009      | с | Большая любовь                       | Big Love                                 | Фрэнки                  |
| 2009      | с | Тайная жизнь американского подростка | The Secret Life of the American Teenager | Томас                   |
| 2009      | с | Герои                                | Heroes                                   | Джереми Грир            |
| 2010      | ф | Ускользающее счастье                 | Happiness Runs                           | Виктор                  |
| 2010      | с | Мыслить как преступник               | Criminal Minds                           | Оуэн Портер             |
| 2010      | с | Дэцкая больница                      | Childrens Hospital                       | Рэй Лепланте            |
| 2010      | с | C.S.I.: Место преступления Нью-Йорк  | CSI: NY                                  | Том Рэйнольдс           |
| 2012      | с | Переростки                           | The Inbetweeners                         | Нил Сазерленд           |
| 2013      | ф | Муви 43                              | Movie 43                                 | Келвин Катлер           |
| 2013      | с | Трудоголики                          | Workaholics                              | Саймон                  |
| 2013      | с | Шоу Кролла                           | Kroll Show                               | сын Марка               |
| 2013      | ф | Мы — Миллеры                         | We're the Millers                        | Скотти Пи               |
| 2013      | ф | Внизу                                | Beneath                                  | Граббс                  |
| 2014      | ф | На грани депрессии                   | The Curse of Downers Grove               |                         |